# Sósvertike
Sósvertike è un comune dell'Ungheria di 180 abitanti (dati 2008) situato nella contea di Baranya, regione Transdanubio Meridionale